# Dajiahe (köpinghuvudort i Kina, Zhejiang Sheng, lat 29,43, long 121,55)
Dajiahe (kinesiska: 大佳何, 大佳何镇) är en köpinghuvudort i Kina. Den ligger i provinsen Zhejiang, i den östra delen av landet, omkring 160 kilometer sydost om provinshuvudstaden Hangzhou. Antalet invånare är 16 689. Befolkningen består av 8 038 kvinnor och 8 651 män. Barn under 15 år utgör 16,0 %, vuxna 15-64 år 73 %, och äldre över 65 år 10,0 %.
Runt Dajiahe är det tätbefolkat, med 266 invånare per kvadratkilometer. Närmaste större samhälle är Chunhu, 17,0 km norr om Dajiahe. I omgivningarna runt Dajiahe växer i huvudsak blandskog.
Genomsnittlig årsnederbörd är 1 837 millimeter. Den regnigaste månaden är juni, med i genomsnitt 338 mm nederbörd, och den torraste är januari, med 56 mm nederbörd.